# Kazuko Tadano
Kazuko Tadano (只野 和子, Tadano Kazuko) é uma character designer e diretora de animação japonesa. Ela nasceu em Hiroshima, Japão.

## Trabalhos
- Crystal Triangle (1987) (Character Design,[1] Diretora de Animação)
- Dancougar - Super Beast Machine God (Character Design)
- Kingyo Chuuihou! (Diretora de Animação)
- Petite Princess Yucie (Character Design)
- Sailor Moon (1992) (Character Design, Diretora de Animação)
- Sailor Moon R (1993) (Character Design, Diretora de Animação)
- Wedding Peach (Character Design)